# Abigail Lazkoz
Abigail Lazkoz   (Bilbao, 16 d'agost de 1972) és una artista basca resident a Nova York des del 2002, que ha desenvolupat una forma personal de dibuix que li ha permès establir un diàleg amb la història de l'art, les dimensions emocionals de la comunicació artística i els fenòmens socials. La seva estètica, que es basa en un blanc i negre rigorós,
s'articula a través d'estratègies narratives subtils que entrellacen diferents peces individuals amb les quals reconfigura, mitjançant un mode iconogràfic de l'escriptura, l'estructura mural de l'espai expositiu.

## Biografia
Inicià els seus estudis de Belles Arts a la Universitat del País Basc/Euskal Herriko Unibersitatea (UPV/EHU). Finalment es llicencià amb l'especialitat de pintura i va poder estudiar a la Winchester School of Arts al Regne Unit amb una beca Erasmus. Seguidament cursarà els cursos del Doctorat del Departament de Pintura de la UPV/EHU fins a l'any 1996.
La seva primera exposició individual va ser Fan Club Collection 1: Sam Sheppard (1998) a l'Arriola Kultur Aretoa (AKA) d'Elorrio, Bizkaia. A continuació participà en la XVI Muestra d'Art Joven organitzada per l'Institut Nacional de la Joventut (Injuve), Madrid. L'any 2003 reb la Beca Endesa per Arts Plàstiques. Publica també en aquest mateix any una recopilació de dibuixos anomenats Todo preocupa a la vez.
Al cap d'un any té l'oportunitat de mostrar les seves obres a la galeria Bilkin, de Bilbao i a la galeria Momenta Art de Nova York. Se li concedeix el Primer Premi Ertibil d'Arts Plàstiques de la Diputació Foral de Bizkaia (2005). Tot seguit, guanya també el Primer Premi en el certamen Gure Artea (2006) atorgat pel Govern Basc juntament amb Juan Pérez Agirregoikoa i Txuspo Poyo. Realitza una instal·lació mural al Centre d'Art La Panera, titulada Desastres Naturales i exposa en el Centre Cultural Montehermoso. Inaugura les exposicions individuals Shuffle a l'Espai 13 de la Fundació Joan Miró (Barcelona) i Máquinas extraordinarias a la Sala Rekalde (Bilbao). El mateix any participa també a Catalunya, en concret a Lleida, a l'exposició de 25 obres, 17 artistes, 4 relats al Centre d'Art La Panera.
Finalment, l'any 2010 s'inaugura l'exposició New Work a la Werkraum Godula Buchholz, Denklingen, Alemanya. Sota el títol Arqueología de verano con perro y pájaro. La seva obra forma part de mostres col·lectives al Domus Artiu 2002 (DA2), Salamanca; al Museu Nacional de República, Brasilia; i al Cercle de Bellas Arts de Madrid. Participa també en la XII Bienal d'Arts Plàstiques Ciutat de Pamplona.

## Obres destacades
- 130.000 años de últimas tendencias (130,000 Years of Last Tendencies):

Una de les seves obres que s'ha exposat al museu de Bilbao és 130.000 años de últimas tendencias (130,000 Years of Last Tendencies). Consisteix en un pintura mural, feta amb acrílic sobre paret. Juntament amb cinc dibuixos de tinta xina i tinta pigmentada sobre paper, amb les següents mides, 152 x 250,5 cm; 152 x 242,5 cm; 152 x 235,5 cm; 152 x 298,5 cm; 152 x 254. L'obra ocupa les quatre parets de la sala d'exposicions amb una continuïtat temàtica. Presenta imatges d'un cementiri, que permeten veure simultàniament els cursos enterrats i les làpides i arbres que els cobreixen en la superfície. El títol al·ludeix a l'estimació que fa aproximadament 130.000 anys que va aparèixer l'Homo sapiens sobre la terra, el primer homínid que, en adquirir consciència de la seva pròpia mort, realitzà enterraments. Lazkoz afirma que la peça és, per una banda, una espècie d'exorcisme de pors personals, i d'altra banda, un llibre homenatge a la pintura clàssica d'autors com Sánchez-Cotán.
- Distopía literal

En aquesta obra es presenta una reflexió del concepte de felicitat des del 1812, l'any de la promulgació de la Constitució de Cádiz fins als nostres dies. Per això, es recrea un espai de caràcter espontani en el qual es combinen cartells de paper, senyals de fusta, adhesius, pancartes i d'altres suports creats per l'artista en els quals recopila cita literàries, diaris, textos institucionals, un per cada any de l'aniversari de La Pepa.
L'obra consisteix en 200 textos de més de 50 països que ofereixen un recorregut a través de la idea de felicitat començant per les reivindicacions de l'era postrevolucionària francesa, passant pel nihilisme romàntic, els moviments antiesclavistes i postcolonials, els drets de la dona, la revolució industrial, els moviments obrers, la cientifització de la societat, etc. És doncs un mosaic cronològic que tracta de donar èmfasi la complexitat d'aquest concepte.
- Parajes incultos

Obra presentada el 2016 dins del programa «Conexiones», que organitzen el Museu ABC i la Fundació Banco de Santander. A partir del quadre de Joan Miró «Personnage» (1973) i d'una selecció de nou dibuixos i gregueries de Ramón Gómez de la Serna, Lazkoz presenta un conjunt de dibuixos amb formes sintètiques, elements gràfics esquemàtics, predomini del negre en taques i signes, per endinsar-se en una reflexió sobre l'art contemporani, en el qual l'artista sovint explora paratges no conreats, incultes.

## Exposicions rellevants
- 1998 - Fan Club Collection 1: Sam Sheppard, a l'Arriola Kultur Aretoa d'Elorrio
- 2004 - Galeria Bilkin, Bilbao
- 20XX - Shuffle (Espai 13), Fundació Joan Miró.
- 2010 - New Work a la Werkraum Godula Buchholz, Denklingen, Alemanya